# Biblia hebraica catalana
Es dona el nom de Biblia hebraica catalana a diferents Tanakh il·lustrats escrits en hebreu al final del segle xiii i durant el segle xiv a Catalunya. A partir de l'èxode dels jueus catalans immediatament posterior, els diferents exemplars actualment es troben en diferents institucions culturals arreu del món.
En total són uns 25 exemplars, els més famosos dels quals són els següents: 
- Bíblia de Perpinyà. 1299. Biblioteca Nacional de França[3]
- Biblia de Cervera, o Bíblia de Lisboa (per la seva ubicació actual). 1299-1300. Biblioteca Nacional de Portugal[4]
- Biblia Catalana de Parma. 1300?. Biblioteca Palatina (Parma)[5]
- Biblia Catalana de Copenhaguen. 1301. Biblioteca Reial (Copenhaguen).[6]
- Bíblia Hebrea Catalana. Primer quart del segle XIV. Jay and Jeanie Schottenstein Collection, Columbus (Estats Units).[7]
- Biblia Catalana Ambrosiana. 1350-1375. Biblioteca Ambrosiana (Milà)[8]
- Bíblia Catalana de Harley. Segon o tercer quart del segle XIV. British Library[9]
- Biblia Catalana del Duc de Sussex. Tercer quart del segle XIV. British Library[10]
- Biblia de Solsona, o Bíblia del Rei. 1384. British Library[11][12]